# Tantilla cascadae
Tantilla cascadae – gatunek węża z rodziny połozowatych (Colubridae). Endemit Meksyku.

## Systematyka
Współczesna systematyka zalicza ten gatunek do rodziny połozowatych. Nie uległa ona w przeciągu ostatnich lat dużym zmianom. Starsze źródła również umieszczają go w tej samej rodzinie Colubridae, choć używana jest tutaj polska nazwa wężowate czy też węże właściwe, zaliczanej do infrapodrzędu Caenophidia, czyli węży wyższych. W obrębie rodziny rodzaj Tantilla wchodzi w skład podrodziny Colubrinae.

## Rozmieszczenie geograficzne
Miejsce typowe znajduje się w Meksyku, w stanie Michoacán, w Sierra de los Tarascos. Leży ono na wysokości 1430 m n.p.m. Węża tego stwierdzono też w gminie Pihuamo w stanie Jalisco, na wysokości 1858 m n.p.m., w odległości 121 km od miejsca typowego.
Wąż ten zaadaptował się do rycia w ziemi. Jego habitat to prawdopodobnie lasy sosnowo-dębowe, gdyż został odnaleziony na terenie pierwotnie porosłym takim właśnie lasem.

## Zagrożenia i ochrona
Gatunek ten należy do opisanych i poznanych przez naukę dzięki pojedynczemu osobnikowi. Okaz typowy (samicę) odłowiono w 1939 roku (choć gatunek opisano dopiero w 1981 roku). Od tamtej pory widziano go tylko dwa razy – w 2000 roku w miejscu typowym oraz w 2011 roku w stanie Jalisco. Nie wiadomo jaki jest jego trend populacyjny.